# Gozdna železnica Ivnik
Gozdna železnica Ivnik je bila prometna pot za odvoz lesa izpod hriba Ivnik proti zaselku Travni Potok pri naselju Stoperce v občini Majšperk.
V obsežne bukove gozdove 450 mnm visokega Ivnika je prišlo leta 1920 zagrebško podjetje Silvaprodukt sekat bukovino. Les so uporabljali predvsem za izdelavo železniških pragov. Tesali so pragove v treh velikostnih razredih in jih po gozdni železnici odpravljali proti cesti.
Od zaselka Travni Potok so po dolini, ki se vije proti jugu, sprva zgradili gozdno cesto. Zadnji del poti pa so zgradili kot 60 cm široko gozdno železnico
s samotežnim delovanjem dolžine okoli 0,8 km in blagim vzponom. Dolina, po kateri je tekla železnica, je bila močvirni svet, zato graditev ceste ne bi bila ekonomična.
Do proge so les vlačili s konji, ga obdelali, nalagali na vagončke in vozili do ceste, kjer so ga preložili na cestne vozove in vozili proti Travnemu Potoku. Prazne vagončke so po progi vračali ročno, občasno menda tudi s konji. Leta 1938 so sečnjo opustili, obratovanje proge ukinili in železnico razstavili.
Vsi delavci, ki so bili tu zaposleni, so bili doma iz Hrvaške.